# Pająki Węgier
Pająki Węgier, araneofauna Węgier – ogół taksonów pajęczaków z rzędu pająków, których występowanie stwierdzono na terytorium Węgier.
Do 2024 roku na terenie Węgier stwierdzono 812 gatunków pająków z 45 rodzin.

## Infrarząd:ptaszniki(Mygalomorphae)

### Gryzielowate(Atypidae)
Z Węgier wykazano:
- Atypus affinis – gryziel zachodni
- Atypus muralis – gryziel stepowy
- Atypus piceus – gryziel tapetnik

### Nemesiidae
Z Węgier wykazano:
- Nemesia budensis
- Nemesia pannonica

## Infrarząd:pająki wyższe(Araneomorphae)

### Aksamitnikowate(Clubionidae)
Z Węgier wykazano:
- Clubiona alpicola
- Clubiona brevipes
- Clubiona caerulescens
- Clubiona comta – aksamitnik jodełkowany
- Clubiona corticalis – aksamitnik korowy
  - Clubiona corticalis corticalis
  - Clubiona corticalis concolor
- Clubiona diversa
- Clubiona frutetorum
- Clubiona germanica
- Clubiona juvenis
- Clubiona lutescens – aksamitnik żółtawy
- Clubiona marmorata
- Clubiona neglecta
- Clubiona pallidula
- Clubiona phragmitis – aksamitnik trzcinowy
- Clubiona pseudoneglecta
- Clubiona reclusa – aksamitnik pustelnik
- Clubiona rosserae
- Clubiona similis
- Clubiona stagnatilis – aksamitnik nadwodny
- Clubiona subtilis – aksamitnik mszaczek
- Clubiona terrestris – aksamitnik podkorowy
- Clubiona trivialis
- Porrhoclubiona genevensis
- Porrhoclubiona leucaspis

### Anapidae
Z Węgier wykazano:
- Comaroma simoni

### Cicurinidae
Z Węgier wykazano:
- Brommella falcigera
- Cicurina cicur

### Ciemieńcowate(Dictynidae)
Z Węgier wykazano:
- Altella hungarica
- Altella orientalis
- Archaeodictyna consecuta
- Argenna patula
- Argenna subnigra
- Argyroneta aquatica
- Brigittea civica
- Brigittea latens
- Brigittea vicina
- Dictyna arundinacea – ciemieniec zwyczajny
- Dictyna pusilla
- Dictyna szaboi
- Dictyna uncinata
- Emblyna brevidens
- Emblyna mitis
- Lathys humilis
- Lathys stigmatisata
- Nigma flavescens – liściak purpurowy
- Nigma walckenaeri – liściak zielony

### Czyhakowate(Segestriidae)
Z Węgier wykazano:
- Segestria bavarica
- Segestria florentina
- Segestria senoculata – czyhak sześciooki

### Darownikowate(Pisauridae)
Z Węgier wykazano:
- Dolomedes fimbriatus – bagnik przybrzeżny
- Dolomedes plantarius – bagnik nadwodny
- Pisaura mirabilis – darownik przedziwny

### Filistatidae
Z Węgier wykazano:
- Filistata insidiatrix

### Hahniidae
Z Węgier wykazano:
- Antistea elegans
- Hahnia helveola
- Hahnia nava
- Hahnia ononidum
- Hahnia pusilla
- Hahniharmia picta
- Iberina microphthalma
- Iberina montana

### Klejnotnikowate(Theridiosomatidae)
Z Węgier wykazano:
- Theridiosoma gemmosum

### Koliściakowate(Uloboridae)
Z Węgier wykazano:
- Hyptiotes paradoxus
- Uloborus plumipes
- Uloborus walckenaerius – koliściak włochaty

### Komórczakowate(Dysderidae)
Z Węgier wykazano:
- Dasumia canestrinii
- Dysdera cechica
- Dysdera crocata  –  komórczak okazały
- Dysdera erythrina  –  komórczak prosionkowiec
- Dysdera hungarica
- Dysdera lata
- Dysdera longirostris
- Dysdera moravica
- Dysdera westringi
- Harpactea hombergi
- Harpactea lepida
- Harpactea rubicunda
- Harpactea saeva

### Krzyżakowate(Araneidae)
Z Węgier wykazano:

- Aculepeira armida – kołyśnik wzorzysty
- Aculepeira ceropegia – kołyśnik wielobarwny
- Agalenatea redii – krzyżaczek ugorowy
- Araneus alsine – krzyżak pomarańczowy
- Araneus angulatus – krzyżak rogaty
- Araneus circe
- Araneus diadematus – krzyżak ogrodowy
- Araneus marmoreus – krzyżak dwubarwny
- Araneus quadratus – krzyżak łąkowy
- Araneus sturmi – krzyżak sieciowy
- Araneus triguttatus – krzyżak czarowny
- Araniella alpica
- Araniella cucurbitina – nalistnik zielony
- Araniella displicata – nalistnik czerwieniejący
- Araniella inconspicua
- Araniella opisthographa
- Argiope bruennichi – tygrzyk paskowany
- Argiope lobata – tygrzyk płatowiec
- Cercidia prominens – ściółek nieparek
- Cyclosa conica – kołosz stożkowaty
- Cyclosa oculata – kołosz guzkowaty
- Cyclosa sierrae
- Gibbaranea bituberculata
- Gibbaranea gibbosa
- Gibbaranea omoeda
- Gibbaranea ullrichi
- Hypsosinga albovittata
- Hypsosinga heri
- Hypsosinga pygmaea
- Hypsosinga sanguinea
- Larinia elegans
- Larinia jeskovi
- Larinioides cornutus – krzyżak nadwodny
- Larinioides ixobolus – krzyżak mostowy
- Larinioides patagiatus – krzyżak bursztynowy
- Larinioides sclopetarius – krzyżak gromadny
- Larinioides suspicax – krzyżak trzcinniczek
- Leviellus stroemi
- Leviellus thorelli
- Mangora acalypha – mangora
- Neoscona adianta – potul kłosowiec
- Nuctenea umbratica – kołosz szczelinowy
- Singa hamata – rośliniowiec
- Singa lucina
- Singa nitidula
- Zilla diodia
- Zygiella atrica
- Zygiella montana
- Zygiella x-notata – liścianek sektornik

### Kwadratnikowate(Tetragnathidae)
Z Węgier wykazano:
- Meta menardi – sieciarz jaskiniowy
- Metellina mengei – czaik wiosenny
- Metellina merianae – czaik jaskiniowy
- Metellina segmentata – czaik jesienny
- Pachygnatha clercki – gruboszczękowiec większy
- Pachygnatha degeeri
- Pachygnatha listerii – gruboszczękowiec pękaty
- Tetragnatha dearmata – kwadratnik borealny
- Tetragnatha extensa – kwadratnik trzcinowy
  - Tetragnatha extensa extensa
  - Tetragnatha extensa pulchra
- Tetragnatha intermedia
- Tetragnatha montana – kwadratnik długonogi
- Tetragnatha nigrita – kwadratnik ciemny
- Tetragnatha obtusa – kwadratnik pałąkowaty
- Tetragnatha pinicola – kwadratnik perłowy
- Tetragnatha reimoseri
- Tetragnatha shoshone
- Tetragnatha striata

### Lejkowcowate(Agelenidae)
Z Węgier wykazano:
- Agelena labyrinthica – lejkowiec labiryntowy
- Allagelena gracilens
- Coelotes atropos
- Coelotes solitarius
- Coelotes terrestris – norosz ziemny
- Eratigena agrestis – kątnik wiejski
- Eratigena atrica – kątnik większy
- Histopona luxurians
- Histopona torpida
- Inermocoelotes falciger
- Inermocoelotes inermis
- Tegenaria campestris – kątnik polny
- Tegenaria domestica – kątnik domowy (kątnik domowy mniejszy)
- Tegenaria ferruginea – kątnik rdzawy
- Tegenaria hasperi
- Tegenaria silvestris – kątnik leśny
- Textrix  chyzeri
- Textrix denticulata
- Urocoras longispina

### Lenikowate(Zodariidae)
Z Węgier wykazano:
- Zodarion germanicum – lenik germański
- Zodarion rubidum
- Zodarion zorba

### Motaczowate(Anyphaenidae)
Z Węgier wykazano:
- Anyphaena accentuata – motacz nadrzewny

### Mysmenidae
Z Węgier wykazano:
- Microdipoena jobi

### Nasosznikowate(Pholcidae)
Z Węgier wykazano:
- Holocnemus pluchei
- Hoplopholcus forskali
- Pholcus alticeps – nasosznik stropowy
- Pholcus opilionoides – nasosznik drobny
- Pholcus phalangioides – nasosznik trzęś
- Psilochorus simoni
- Spermophora senoculata

### Naśladownikowate(Mimetidae)
Z Węgier wykazano:
- Ero aphana – guzoń garbusek
- Ero cambridgei
- Ero furcata – guzoń pajęczarz
- Ero tuberculata
- Mimetus laevigatus

### Obniżowate(Liocranidae)
Z Węgier wykazano:
- Agroeca brunnea – knapiatek brązowy
- Agroeca cuprea
- Agroeca lusatica
- Agroeca proxima
- Apostenus fuscus
- Liocranoeca striata
- Liocranum rupicola
- Sagana rutilans
- Scotina celans
- Sestakovaia annulipes

### Ochyroceratidae
Z Węgier wykazano:
- Theotima minutissima

### Oecobiidae
Z Węgier wykazano:
- Oecobius maculatus

### Omatnikowate(Theridiidae)
Z Węgier wykazano:

- Anelosimus pulchellus
- Anelosimus vittatus
- Asagena meridionalis
- Asagena phalerata
- Chrysso nordica
- Coleosoma floridanum
- Crustulina guttata – darniowiec plamiak
- Crustulina sticta
- Cryptachaea riparia
- Dipoena braccata
- Dipoena erythropus
- Dipoena melanogaster
- Dipoena nigroreticulata
- Dipoena torva
- Enoplognatha latimana
- Enoplognatha mandibularis
- Enoplognatha mordax
- Enoplognatha oelandica
- Enoplognatha ovata – zawijak żółtawy
- Enoplognatha serratosignata
- Enoplognatha thoracica – zawijak osnuwikowaty
- Episinus angulatus
- Episinus maculipes
- Episinus truncatus
- Euryopis flavomaculata
- Euryopis laeta
- Euryopis quinqueguttata
- Heterotheridion nigrovariegatum
- Kochiura aulica
- Lasaeola coracina – mrówczarz żółtorzepek
- Lasaeola prona
- Lasaeola tristis – mrówczarz czarnonogi
- Neottiura bimaculata
- Neottiura suaveolens
- Paidiscura pallens – podlistnik blady
- Parasteatoda lunata
- Parasteatoda simulans
- Parasteatoda tepidariorum
- Pholcomma gibbum
- Phycosoma inornatum
- Phylloneta impressa – omatnik kulisty
- Phylloneta sisyphia – omatnik łąkowy
- Platnickina tincta
- Robertus arundineti
- Robertus lividus
- Robertus neglectus
- Rugathodes bellicosus
- Rugathodes instabilis
- Sardinidion blackwalli
- Simitidion simile
- Steatoda albomaculata – zyzuś plamisty
- Steatoda bipunctata – zyzuś tłuścioch
- Steatoda castanea
- Steatoda grossa
- Steatoda triangulosa
- Theridion familiare
- Theridion melanurum
- Theridion mystaceum – omatnik wnękowiec
- Theridion pictum – omatnik troskliwy
- Theridion pinastri – omatnik ceglasty
- Theridion uhligi
- Theridion varians – omatnik zmienny

### Oonopidae
Z Węgier wykazano:
- Oonops pulcher
- Triaeris stenaspis

### Osnuwikowate(Linyphiidae)
Z Węgier wykazano:

- Abacoproeces saltuum
- Acartauchenius scurrilis
- Agyneta affinis
- Agyneta fuscipalpus
- Agyneta mollis
- Agyneta rurestris
- Agyneta saxatilis
- Agyneta simplicitarsis
- Allomengea vidua
- Anguliphantes angulipalpis
- Araeoncus anguineus
- Araeoncus humilis
- Bathyphantes approximatus
- Bathyphantes gracilis
- Bathyphantes nigrinus
- Bathyphantes similis
- Bolyphantes alticeps
- Bolyphantes luteolus
- Canariphantes nanus
- Centromerita bicolor
- Centromerita concinna
- Centromerus brevipalpus
- Centromerus cavernarum
- Centromerus incilium
- Centromerus lakatnikensis
- Centromerus leruthi
- Centromerus serratus
- Centromerus silvicola
- Centromerus sylvaticus
- Ceratinella brevipes
- Ceratinella brevis
- Ceratinella major
- Ceratinella scabrosa
- Collinsia inerrans
- Dicymbium nigrum
- Diplocephalus alpinus
- Diplocephalus cristatus
- Diplocephalus hungaricus
- Diplocephalus latifrons
- Diplocephalus picinus
- Diplostyla concolor
- Dismodicus bifrons
- Dismodicus elevatus
- Donacochara speciosa
- Drapetisca socialis
- Entelecara acuminata
- Entelecara congenera
- Entelecara flavipes
- Erigone atra – plądrak czarny
- Erigone dentipalpis
- Erigonella ignobilis
- Erigonoplus globipes
- Floronia bucculenta
- Formiphantes lephthyphantiformis
- Frontinellina frutetorum
- Glyphesis servulus
- Glyphesis taoplesius
- Gnathonarium dentatum
- Gonatium hilare
- Gonatium paradoxum
- Gonatium rubellum
- Gonatium rubens
- Gongylidiellum murcidum
- Gongylidium rufipes
- Helophora insignis
- Hylyphantes graminicola
- Hylyphantes nigritus
- Hypomma bituberculatum
- Hypomma cornutum
- Hypomma fulvum
- Improphantes geniculatus
- Incestophantes crucifer
- Ipa keyserlingi
- Kaestneria dorsalis
- Kaestneria pullata
- Lepthyphantes leprosus
- Lepthyphantes minutus
- Linyphia hortensis – osnuwik zaroślowy
- Linyphia triangularis – osnuwik pospolity
- Lophomma punctatum
- Macrargus rufus
- Mansuphantes mansuetus
- Maro minutus
- Maso sundevalli
- Mecopisthes silus
- Megalepthyphantes collinus
- Megalepthyphantes nebulosus
- Megalepthyphantes pseudocollinus
- Mermessus trilobatus
- Metopobactrus ascitus
- Metopobactrus deserticola
- Metopobactrus prominulus
- Micrargus herbigradus
- Micrargus laudatus
- Microlinyphia impigra
- Microlinyphia pusilla – osnuwik łąkowy
- Microneta viaria
- Minicia marginella
- Minyriolus pusillus
- Moebelia penicillata
- Mughiphantes mughi
- Nematogmus sanguinolentus
- Neriene clathrata – snówek brązowy
- Neriene emphana – snówek gałązkowiec
- Neriene furtiva
- Neriene montana – snówek okazały
- Neriene peltata – snówek świerkowiec
- Neriene radiata – snówek okrajkowy
- Oedothorax agrestis
- Oedothorax apicatus
- Oedothorax fuscus
- Oedothorax gibbosus
- Oedothorax retusus
- Oryphantes angulatus
- Ostearius melanopygius
- Palliduphantes istrianus
- Palliduphantes pallidus
- Palliduphantes pillichi
- Panamomops fagei
- Panamomops mengei
- Panamomops sulcifrons
- Pelecopsis elongata – perygłowik naśnieżny
- Pelecopsis loksai
- Pelecopsis mengei
- Pelecopsis parallela
- Pelecopsis radicicola
- Peponocranium orbiculatum
- Pityohyphantes phrygianus
- Pocadicnemis juncea
- Pocadicnemis pumila
- Poeciloneta variegata
- Porrhomma convexum
- Porrhomma errans
- Porrhomma microphthalmum
- Porrhomma montanum
- Porrhomma oblitum
- Porrhomma profundum
- Porrhomma pygmaeum
- Porrhomma rosenhaueri
- Prinerigone vagans
- Saloca diceros
- Saloca kulczynskii
- Sauron rayi
- Silometopus curtus
- Silometopus elegans
- Silometopus reussi
- Sintula retroversus
- Sintula spiniger
- Stemonyphantes lineatus
- Styloctetor compar
- Styloctetor romanus
- Syedra gracilis
- Tallusia experta
- Tallusia vindobonensis
- Tapinocyba affinis
- Tapinocyba insecta
- Tapinocyboides pygmaeus
- Tapinopa longidens
- Taranucnus setosus
- Tenuiphantes alacris
- Tenuiphantes cristatus
- Tenuiphantes flavipes
- Tenuiphantes mengei
- Tenuiphantes tenebricola
- Tenuiphantes tenuis
- Tenuiphantes zimmermanni
- Theonina cornix
- Theonina kratochvili
- Thyreosthenius biovatus
- Thyreosthenius parasiticus
- Tiso aestivus
- Tiso vagans
- Trematocephalus cristatus
- Trichoncoides piscator
- Trichoncus affinis
- Trichoncus auritus
- Trichoncus hackmani
- Trichoncus scrofa
- Trichoncyboides simoni
- Trichopterna cito
- Trichopternoides thorelli
- Troglohyphantes noricus
- Troxochrus scabriculus
- Typhochrestus digitatus
- Walckenaeria acuminata – plądrownik osobliwy
- Walckenaeria alticeps
- Walckenaeria antica
- Walckenaeria atrotibialis
- Walckenaeria capito
- Walckenaeria corniculans
- Walckenaeria cucullata
- Walckenaeria cuspidata
- Walckenaeria dysderoides
- Walckenaeria furcillata
- Walckenaeria incisa
- Walckenaeria kochi
- Walckenaeria mitrata
- Walckenaeria nodosa
- Walckenaeria nudipalpis
- Walckenaeria obtusa
- Walckenaeria simplex
- Walckenaeria unicornis
- Walckenaeria vigilax

### Phrurolithidae
Z Węgier wykazano:
- Phrurolithus festivus
- Phrurolithus minimus
- Phrurolithus pullatus
- Phrurolithus szilyi

### Podkamieniakowate(Titanoecidae)
Z Węgier wykazano:
- Pandava laminata
- Titanoeca quadriguttata – podkamieniak czteroplamkowy
- Titanoeca schineri
- Titanoeca spominima
- Titanoeca tristis
- Titanoeca veteranica

### Pogońcowate(Lycosidae)
Z Węgier wykazano:

- Acantholycosa lignaria – pogoniec cętkonogi
- Alopecosa aculeata – wilkosz pręgowiec
- Alopecosa cuneata – wilkosz grubonogi
- Alopecosa cursor
- Alopecosa fabrilis – wilkosz wydmowiec
- Alopecosa farinosa
- Alopecosa inquilina
- Alopecosa mariae
- Alopecosa psammophila
- Alopecosa pulverulenta – wilkosz włóczykij
- Alopecosa schmidti – wilkosz sucholub
- Alopecosa solitaria
- Alopecosa striatipes
- Alopecosa sulzeri
- Alopecosa trabalis – wilkosz lancetnik
- Arctosa cinerea – wymyk szarawy
- Arctosa figurata
- Arctosa leopardus – wymyk lamparci
- Arctosa lutetiana
- Arctosa maculata – wymyk kamiennik
- Arctosa perita – wymyk piaskowy
- Aulonia albimana – aulonia sieciarka
- Geolycosa vultuosa
- Hogna radiata
- Hygrolycosa rubrofasciata
- Lycosa singoriensis – tarantula ukraińska
- Pardosa agrestis
- Pardosa agricola
- Pardosa alacris
- Pardosa amentata – wałęsak zwyczajny
- Pardosa bifasciata
- Pardosa cribrata
- Pardosa hortensis
- Pardosa lugubris – wałęsak leśny
- Pardosa maisa
- Pardosa monticola
- Pardosa morosa
- Pardosa nebulosa
- Pardosa paludicola
- Pardosa palustris – wałęsak łąkowy
- Pardosa poecila
- Pardosa prativaga – wałęsak tygrysi
- Pardosa profuga
- Pardosa pullata
- Pardosa riparia
- Pardosa tenuipes
- Pirata piraticus – korsarz piratnik
- Pirata piscatorius
- Pirata tenuitarsis
- Piratula hygrophila – korsarz bagiennik
- Piratula knorri – korsarz potokowiec
- Piratula latitans – korsarz malutki
- Piratula uliginosa – korsarz torfowiec
- Trebacosa europaea
- Trochosa hungarica
- Trochosa robusta – krzeczek smużnik
- Trochosa ruricola – krzeczek polny
- Trochosa spinipalpis
- Trochosa terricola – krzeczek naziemnik
- Xerolycosa miniata – pogoniec łowczak
- Xerolycosa nemoralis – pogoniec lesiec

### Poskoczowate(Eresidae)
Z Węgier wykazano:
- Eresus hermani
- Eresus kollari – poskocz krasny
- Eresus moravicus

### Rozsnuwaczowate(Scytodidae)
Z Węgier wykazano:
- Scytodes thoracica – rozsnuwacz plujący

### Sidliszowate(Amaurobiidae)
Z Węgier wykazano:
- Amaurobius erberi
- Amaurobius fenestralis – sidlisz jaskiniowy
- Amaurobius ferox – sidlisz piwniczny
- Amaurobius jugorum
- Amaurobius pallidus
- Callobius claustrarius

### Skakunowate(Salticidae)
Z Węgier wykazano:

- Aelurillus m-nigrum
- Aelurillus v-insignitus – dryguś zmienny
  - Aelurillus v-insignitus v-insignitus
  - Aelurillus v-insignitus obsoletus
- Asianellus festivus – naskocz okularowy
- Attulus caricis
- Attulus distinguendus – skoczek wydmowy
- Attulus dzieduszyckii
- Attulus floricola – skoczek łąkowy
- Attulus inexpectus – skoczek zmoczony
- Attulus penicillatus – skoczek plamisty
- Attulus pubescens – skoczek skromny
- Attulus rupicola – skoczek reglik
- Attulus saltator – skoczek lilipuci
- Attulus zimmermanni – skoczek piargowy
- Ballus chalybeius – mocarek bury
- Ballus rufipes
- Carrhotus xanthogramma
- Chalcoscirtus nigritus
- Dendryphantes rudis – gałęziak wzorzysty
- Euophrys frontalis – drobnik plamowłosy
- Euophrys herbigrada
- Evarcha arcuata – pyrgun nazielny
- Evarcha falcata – pyrgun nakrzewny
- Evarcha laetabunda – pyrgun natrawny
- Hasarius adansoni
- Heliophanus aeneus – lśniś nawapnik
- Heliophanus auratus – lśniś złocisty
- Heliophanus cupreus
- Heliophanus dubius – lśniś nadrewniak
- Heliophanus flavipes
- Heliophanus kochii
- Heliophanus lineiventris
- Heliophanus patagiatus
- Heliophanus simplex
- Heliophanus tribulosus
- Icius subinermis
- Leptorchestes berolinensis – mrówczyn bojownik
- Macaroeris nidicolens – sokolik uszaty
- Marpissa muscosa – rozciągnik mchuś
- Marpissa nivoyi
- Marpissa pomatia – rozciągnik pomarańczowy
- Marpissa radiata – rozciągnik natrzcinny
- Mendoza canestrinii
- Myrmarachne formicaria – mrówczynka
- Neon pictus
- Neon rayi
- Neon reticulatus – neonek mszarek
- Neon valentulus
- Pellenes nigrociliatus – krzyżnik czarnowłosy
- Pellenes tripunctatus – krzyżnik tanecznik
- Philaeus chrysops – strojniś nadobny
- Phintella castriesiana
- Phlegra cinereofasciata
- Phlegra fasciata – sekutnica pasiasta
- Pseudeuophrys erratica – drobnik krętowłosy
- Pseudeuophrys lanigera – drobnik wełnistowłosy
- Pseudeuophrys obsoleta
- Pseudeuophrys vafra
- Pseudicius encarpatus – gorguś kruszczowy
- Pseudomogrus vittatus
- Saitis tauricus
- Salticus cingulatus – skakun srebrzysty
- Salticus scenicus – skakun arlekinowy
- Salticus unicolor
- Salticus zebraneus – skakun zebra
- Sibianor aurocinctus – wełniak krwawonogi
- Sittisax saxicola – skoczek rudzik
- Synageles hilarulus
- Synageles subcingulatus
- Synageles venator – mróweczka myśliwy
- Talavera aequipes – drobnik malutki
- Talavera aperta
- Talavera milleri
- Talavera monticola
- Talavera parvistyla
- Talavera petrensis – włochacz wrzosowiskowy
- Talavera thorelli
- Yllenus arenarius – wydmowiec piaskowy
- Yllenus horvathi

### Spachaczowate(Sparassidae)
Z Węgier wykazano:
- Micrommata virescens – spachacz zielonawy

### Ślizgunowate(Philodromidae)
Z Węgier wykazano:
- Philodromus albidus – ślizgun bladonogi
- Philodromus aureolus – ślizgun złocony
- Philodromus buchari
- Philodromus buxi
- Philodromus cespitum
- Philodromus collinus – ślizgun kolconogi
- Philodromus dispar – ślizgun nieparek
- Philodromus emarginatus
- Philodromus longipalpis
- Philodromus margaritatus
- Philodromus marmoratus
- Philodromus poecilus
- Philodromus praedatus
- Philodromus rufus
- Pulchellodromus ruficapillus
- Rhysodromus fallax
- Rhysodromus histrio
- Thanatus arenarius – śmiertek piaskowy
- Thanatus atratus
- Thanatus formicinus – śmiertek mrówczyn
- Thanatus pictus
- Thanatus sabulosus – śmiertek leśnostepowy
- Thanatus striatus
- Tibellus macellus
- Tibellus maritimus – podłużnik piegowaty
- Tibellus oblongus – podłużnik długonogi

### Śpiesznikowate(Oxyopidae)
Z Węgier wykazano:
- Oxyopes heterophthalmus
- Oxyopes lineatus
- Oxyopes ramosus – śpiesznik rysień

### Tkańcowate(Nesticidae)
Z Węgier wykazano:
- Howaia mogera
- Kryptonesticus eremita
- Nesticus cellulanus

### Topikowate(Cybaeidae)
Z Węgier wykazano:
- Cryphoeca silvicola
- Cybaeus angustarium
- Mastigusa arietina

### Trachelidae
Z Węgier wykazano:
- Cetonana laticeps
- Paratrachelas maculatus

### Trawnikowcowate(Miturgidae)
Z Węgier wykazano:
- Zora armillata
- Zora manicata
- Zora nemoralis – trawnikowiec tropiciel
- Zora parallela
- Zora pardalis
- Zora silvestris
- Zora spinimana – trawnikowiec pospolity

### Ukośnikowate(Thomisidae)
Z Węgier wykazano:

- Bassaniana baudueri
- Bassaniodes graecus
- Bassaniodes robustus – bokochód brzuchacz
- Coriarachne depressa – zakorowiec płaski
- Cozyptila blackwalli – lilipsot skrytek
- Diaea dorsata
- Diaea livens
- Ebrechtella tricuspidata
- Heriaeus graminicola – szkarlik zielony
- Heriaeus hirtus
- Heriaeus oblongus – szkarlik stepowiec
- Misumena vatia – kwietnik biały
- Ozyptila atomaria
- Ozyptila brevipes
- Ozyptila claveata
- Ozyptila praticola
- Ozyptila pullata
- Ozyptila rauda
- Ozyptila sanctuaria
- Ozyptila scabricula
- Ozyptila simplex
- Ozyptila trux
- Pistius truncatus – szpecik tępy
- Psammitis marmorata
- Psammitis ninnii
- Psammitis sabulosa
- Runcinia grammica
- Spiracme lendli
- Spiracme striatipes – bokochód niepasek
- Synema globosum
- Synema ornatum
- Thomisus onustus
- Tmarus piger
- Tmarus stellio
- Xysticus acerbus
- Xysticus audax – bokochód śmiały
- Xysticus bifasciatus
- Xysticus cor
- Xysticus cristatus – bokochód grzebieniasty
- Xysticus erraticus
- Xysticus gallicus
- Xysticus kempeleni
- Xysticus kochi – bokochód kroczeń
- Xysticus laetus
- Xysticus lanio – bokochód boczeń
- Xysticus lineatus
- Xysticus luctator
- Xysticus luctuosus
- Xysticus ulmi – bokochód pospolity

### Worczakowate(Gnaphosidae)
Z Węgier wykazano:

- Aphantaulax cincta
- Aphantaulax trifasciata
- Berlandina cinerea – skalnicowiec popielaty
- Callilepis nocturna – gładnik
- Callilepis schuszteri
- Civizelotes caucasius
- Civizelotes gracilis
- Civizelotes pygmaeus
- Cryptodrassus hungaricus
- Drassodes cupreus
- Drassodes lapidosus – knap podkamiennik
- Drassodes pubescens
- Drassodes villosus
- Drassodex hypocrita
- Drassyllus lutetianus
- Drassyllus praeficus
- Drassyllus pumilus
- Drassyllus pusillus
- Drassyllus villicus
- Drassyllus vinealis
- Echemus angustifrons
- Gnaphosa bicolor – worczak zakamiennik
- Gnaphosa fallax
- Gnaphosa lucifuga – worczak zagnietek
- Gnaphosa lugubris
- Gnaphosa microps
- Gnaphosa modestior
- Gnaphosa moesta
- Gnaphosa mongolica
- Gnaphosa opaca
- Gnaphosa rufula
- Haplodrassus bohemicus
- Haplodrassus cognatus
- Haplodrassus dalmatensis
- Haplodrassus kulczynskii
- Haplodrassus minor
- Haplodrassus moderatus
- Haplodrassus signifer
- Haplodrassus silvestris
- Haplodrassus umbratilis
- Kishidaia conspicua – upstrzyn
- Micaria albovittata
- Micaria dives
- Micaria formicaria – kraśniak mrówkowaty
- Micaria fulgens – kraśniak lśniący
- Micaria guttulata
- Micaria nivosa
- Micaria pulicaria – kraśniak czarniawy
- Micaria rossica
- Micaria silesiaca
- Micaria sociabilis
- Micaria subopaca – kraśniak nadrzewny
- Nomisia exornata
- Parasyrisca arrabonica
- Phaeocedus braccatus – kwintek znaczyn
- Poecilochroa variana
- Scotophaeus blackwalli
- Scotophaeus quadripunctatus – pokaz srebrzysty
- Scotophaeus scutulatus – pokaz rubinowy
- Sernokorba betyar
- Sosticus loricatus
- Trachyzelotes pedestris – napas rdzawostopy
- Zelotes aeneus
- Zelotes apricorum
- Zelotes atrocaeruleus
- Zelotes aurantiacus
- Zelotes clivicola
- Zelotes electus
- Zelotes erebeus
- Zelotes hermani
- Zelotes latreillei
- Zelotes longipes
- Zelotes mundus
- Zelotes petrensis
- Zelotes segrex
- Zelotes subterraneus – skalnik wszędobylski

### Zbrojnikowate(Cheiracanthiidae)
Z Węgier wykazano:
- Cheiracanthium angulitarse
- Cheiracanthium campestre
- Cheiracanthium effosum
- Cheiracanthium elegans
- Cheiracanthium erraticum – kolczak trawny
- Cheiracanthium gratum
- Cheiracanthium macedonicum
- Cheiracanthium mildei
- Cheiracanthium montanum
- Cheiracanthium oncognathum
- Cheiracanthium pennyi
- Cheiracanthium punctorium – kolczak zbrojny
- Cheiracanthium virescens

### Zoropsidae
Z Węgier wykazano:
- Zoropsis spinimana